# Воевода, Юрий Евгеньевич
Юрий Евгеньевич Воевода (Род. 26 апреля 1951 года в городе Клайпеда, Литовской ССР, СССР) — российский юрист, политик, депутат Государственной Думы ФС РФ первого созыва

## Биография
С 1968 по 1969 год работал в г. Клайпеда на рыбоконсервном заводе слесарем. С 1969 по 1971 год проходил срочную службу в Советской армии. В 1976 году получил высшее образование по специальности «юрист» в Калининградском государственном университете.
С 1976 по 1977 год работал в г. Калининграде на таможне. С 1977 по 1980 год работал в Калининградской военной прокуратуре, с 1980 по 1984 год служил в органах прокуратуры в Афганистане, с 1990 по 1993 год работал в Балтийской городской военной прокуратуре Калининградской области.
В 1993 году избран депутатом Государственной думы Федерального Собрания Российской Федерации I созыва от Калининградского одномандатного избирательного округа № 85. В Государственной думе был заместителем председателя Комитета по делам Содружества Независимых Государств и связям с соотечественниками, входил в депутатскую группу «Стабильность».
В 2006 году работал в Федеральной антимонопольной службе заместителем начальника Управления контроля размещения государственного заказа.

## Законотворческая деятельность
За время исполнения полномочий депутата Государственной думы I созыва выступил соавтором трёх законодательных инициатив и поправок к проектам федеральных законов.

## Награды
- Орден Красной Звезды